# Chế định pháp luật
Chế định pháp luật hay định chế pháp luật hoặc chế định là tập hợp một nhóm quy phạm pháp luật có đặc điểm giống nhau để điều chỉnh nhóm quan hệ xã hội tương ứng trong phạm vi một ngành luật hoặc nhiều ngành luật. Chế định có thể được hiểu theo nghĩa rộng hoặc nghĩa hẹp. Nghĩa chung và rộng là các yếu tố cấu thành cơ cấu pháp lý của thực tại xã hội, nghĩa hẹp là tổng thể các quy phạm, quy tắc của một vấn đề pháp lý.

## Đặc điểm
Cơ cấu bên trong của pháp luật có đặc điểm ở tính đa dạng của các chế định, trong đó có chế định liên ngành, nghĩa là có quan hệ đến một số ngành luật. Các chế định pháp luật liên ngành được hình thành và hoạt động không giống nhau. Hiến pháp là cơ sở pháp lý của tất cả các chế định pháp luật. Việc xác định đúng tính chất chung của mỗi nhóm quan hệ xã hội từ đó đề ra những quy phạm tương ứng có ý nghĩa quan trọng, đó là cơ sở pháp lý để tạo ra cơ cấp pháp lý của một ngành luật. Không thể xây dựng được một văn bản pháp luật tốt cũng như một ngành luật hoàn chỉnh nếu không xác định rõ giới hạn và nội dung của các chế định pháp luật. Nhiều chế định hợp lại sẽ cấu thành ngành luật, các ngành luật hợp lại sẽ tạo thành một hệ thống pháp luật.
Chế định pháp luật mang tính chất nhóm, mỗi chế định có một đặc điểm riêng nhưng chúng đều có mối liên hệ nội tại và thống nhất với nhau, chúng không tồn tại một cách biệt lập. Việc xác định ranh giới giữa các chế định nhằm tạo ra khả năng để xây dựng hệ thống quy phạm pháp luật phù hợp với thực tiễn đời sống xã hội. Và phải đặt các chế định trong mối liên hệ qua lại trong một chỉnh thể thống nhất của pháp luật cũng như một ngành luật. Mỗi chế định pháp luật dùng mang đặc điểm riêng những nó cũng phải tuân theo các quy luật vật động khách quan, chịu sự ảnh hưởng và tác động của chế định khác trong hệ thống pháp luật.